# Zu Jia
Zu Jia (祖甲) de son nom personnel Zi Zai (子載). Il fut le vingt-troisième roi de la dynastie Shang.

## Règne
Il a été intronisé à Yin (殷) en -1258. Dans la douzième année de son règne, il envoya des troupes combattre les Barbares Rong dans l'ouest jusqu'à l'hiver. Dans la treizième année de son règne, les Rong vaincus, envoyèrent un émissaire aux Shang. Il ordonna à son vassal Fen (邠) d'établir l'armée à Gan (绀). Il régna de -1258 à -1225.